# Susan Wojcicki
Susan Diane Wojcicki (Santa Clara, 5 luglio 1968 – Santa Clara, 9 agosto 2024) è stata un'imprenditrice statunitense con cittadinanza polacca, CEO di YouTube dal 2014 al 2023.
Fu coinvolta nella fondazione di Google e ne divenne la prima responsabile marketing nel 1999. In seguito diresse il settore della pubblicità online dell'azienda e si occupò dell'originale servizio video di Google. Dopo aver riscontrato il successo di YouTube, ne propose l'acquisizione da parte di Google nel 2006. Il suo patrimonio netto al momento della morte fu stimato in quasi 500 milioni di dollari.

## Biografia

### Infanzia e istruzione
Susan Diane Wojcicki nacque il 5 luglio 1968 a Santa Clara, in California, primogenita delle tre figlie di Esther Wojcicki, educatrice di origine russo-ebraica, e di Stanley Wojcicki, professore di fisica all'Università di Stanford. Tra le sue due sorelle minori anche la più giovane, Anne, divenne un'imprenditrice, fondatrice e CEO di 23andMe, mentre la secondogenita, Janet, divenne un medico. Crebbe nel campus di Stanford con George Dantzig come vicino di casa. Oltre alla cittadinanza statunitense, acquisì anche la cittadinanza polacca. Suo nonno, Franciszek Wójcicki, fu un politico del Partito popolare e del Partito popolare polacco, eletto deputato alle elezioni parlamentari in Polonia del 1947. Sua nonna, Janina Wójcicka Hoskins, polacco-americana, fu una bibliotecaria alla Biblioteca del Congresso, responsabile della realizzazione della più grande collezione di materiale polacco degli Stati Uniti.
Frequentò la Gunn High School di Palo Alto. Studiò storia e letteratura all'Università Harvard e si laureò con lode nel 1990. Originariamente intenzionata a conseguire un dottorato di ricerca in economia e ad intraprendere una carriera accademica, cambiò i suoi piani quando scoprì un interesse per la tecnologia, dopo aver frequentato il suo primo corso di informatica all'ultimo anno di università. Conseguì anche un Master in scienze economiche presso l'Università della California, Santa Cruz nel 1993 e un Master in Business Administration presso la UCLA Anderson School of Management nel 1998.

### Carriera
Lavorò nel marketing di Intel Corporation a Santa Clara e fu consulente aziendale presso Bain & Company e R.B. Webber & Company.
Nel settembre 1998, lo stesso mese della nascita di Google, i suoi fondatori Larry Page e Sergey Brin aprirono un ufficio nel garage della Wojcicki a Menlo Park. Nel 1999 divenne la prima responsabile marketing di Google.Lavorò ai primi programmi di marketing virale e ai primi Google Doodle.
Partecipò allo sviluppo di progetti di successo come Google Immagini e Google Libri, e di uno dei principali prodotti pubblicitari di Google, ovvero Google AdSense. Per il suo impegno fu premiata con il Google Founders' Award.
Divenne vicepresidente senior per la divisione Advertising & Commerce di Google e supervisionò i prodotti pubblicitari e analitici dell'azienda, tra cui AdWords, AdSense, DoubleClick e Google Analytics.
YouTube, allora una piccola start-up in competizione con il servizio Google Video di Google, venne supervisionato da Wojcicki. La sua reazione fu quella di proporre l'acquisto di YouTube. Gestì due delle più grandi acquisizioni di Google: l'acquisto per 1,65 miliardi di dollari di YouTube nel 2006 e l'acquisto per 3,1 miliardi di dollari di DoubleClick nel 2007.

#### CEO di YouTube

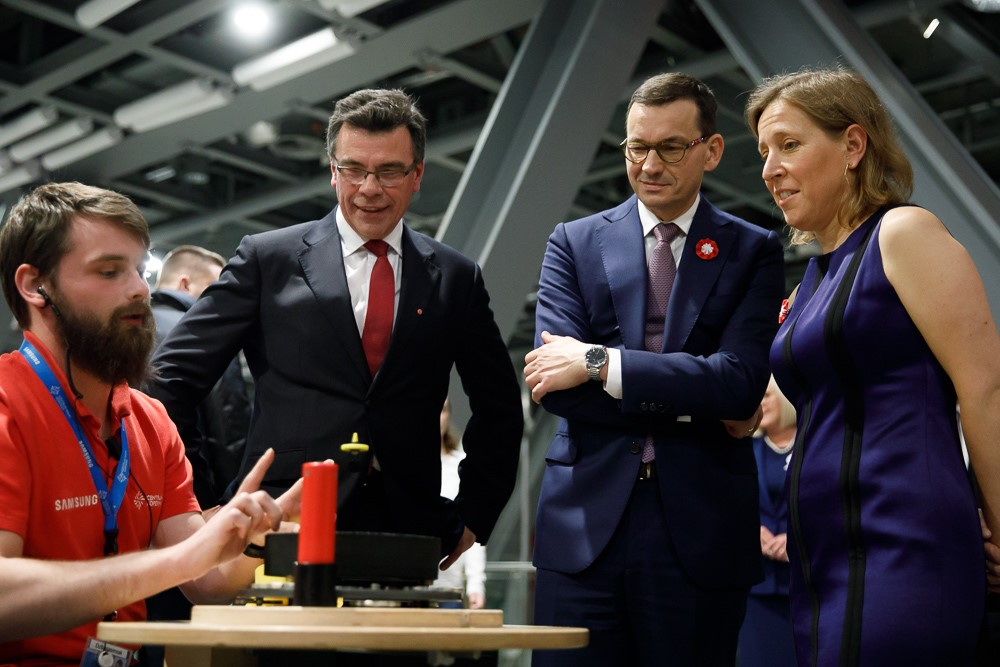
Susan Wojcicki, insieme al primo ministro polacco Mateusz Morawiecki, a Varsavia l'11 novembre 2018

Nel febbraio 2014 diventò amministratrice delegata di YouTube. Definita nel 2015 "la persona più importante nel campo della pubblicità", fu dichiarata dal Time una delle 100 persone più influenti in quell'anno e descritta in un numero successivo come "la donna più potente di Internet". Fu inserita diverse volte da Forbes nella lista delle 100 donne più potenti del mondo, in particolare venne posizionata al sesto posto nella classifica del 2017. Durante la sua amministrazione di YouTube, l'azienda annunciò di essere arrivata ad avere 2 miliardi di utenti con accesso alla piattaforma mensilmente e fruitori di un miliardo di ore di contenuti al giorno, con versioni di YouTube localizzate in 100 paesi in tutto il mondo in 80 lingue. Da quando lei assunse il ruolo di CEO, la percentuale di dipendenti donne su YouTube passò dal 24% a quasi il 30%.
Curò lo sviluppo e il lancio di nuove applicazioni ed esperienze per YouTube progettate per soddisfare gli utenti interessati a contenuti per famiglie, videoludici e musicali. Nel 2018 furono più di 200 i milioni di utenti giornalieri fruitori di contenuti videoludici. Sotto la sua gestione l'azienda sviluppò ulteriori forme di monetizzazione per i creatori di YouTube, tra cui gli abbonamenti ai canali, il merchandising e la Superchat. Fu merito suo il lancio dell'abbonamento senza pubblicità di YouTube, YouTube Premium (precedentemente noto come YouTube Red), così come il suo servizio di televisione via Internet over-the-top (OTT) YouTube TV.
Durante il suo incarico, YouTube inasprì la sua politica sui video considerati potenzialmente in violazione delle politiche in materia di discorsi sull'odio e sugli estremismi violenti. Le politiche più severe arrivarono dopo che The Times dimostrò che "gli annunci sponsorizzati dal governo britannico e da diverse aziende del settore privato erano apparsi prima di video di YouTube a sostegno di gruppi terroristici" e diversi grandi inserzionisti ritirarono perciò i loro annunci da YouTube come reazione. Le politiche di applicazione della legge vennero però successivamente criticate come censura. Alcuni YouTuber sostennero che il sistema di demonetizzazione fosse diventato troppo severo perché qualsiasi contenuto "inusuale" da remoto fu demonetizzato e, in alcuni casi, si giunse perfino a rimuovere il canale dei creatori. Durante la controversia riguardante il video su YouTube di Logan Paul su una persona che si suicidò, Wojcicki disse che Paul non aveva violato la politica dei tre avvisi di YouTube e che non aveva raggiunto i criteri per essere bandito dalla piattaforma.
Pose l'accento sui contenuti educativi come una priorità per l'azienda e il 20 luglio 2018 annunciò l'iniziativa YouTube Learning, con investimenti in sovvenzioni e promozione per sostenere i contenuti dei creatori di contenuti educativi.
Il 22 ottobre 2018 criticò l'articolo 13 della Direttiva sul diritto d'autore nel mercato unico digitale che attribuirebbe a YouTube la responsabilità esclusiva della rimozione dei contenuti protetti da copyright, affermando anche che ciò costituirebbe una minaccia alla capacità dei creatori di contenuti di condividere il loro lavoro.

### Dimissioni e morte
Il 16 febbraio 2023, Susan Wojcicki annunciò le sue dimissioni da YouTube tramite un post sul blog aziendale. Disse di volersi concentrarsi su "famiglia, salute e progetti personali", ma anche che avrebbe assunto un ruolo di consulenza in Google e nella sua società madre Alphabet.
Morì a Santa Clara il 9 agosto 2024 per un cancro polmonare all'età di 56 anni.

## Vita privata
Sposò Dennis Troper il 23 agosto 1998 a Belmont in California. La coppia ebbe cinque figli. Il 16 dicembre 2014, prima di usufruire del suo quinto congedo di maternità, Susan Wojcicki scrisse un op-ed sul Wall Street Journal sull'importanza del congedo di maternità retribuito.
Appoggiò Hillary Clinton alle elezioni presidenziali negli Stati Uniti d'America del 2016.
Fu una sostenitrice di diverse cause, tra cui l'espansione del congedo familiare retribuito, la difficile situazione dei rifugiati siriani, la lotta contro la discriminazione di genere nelle aziende tecnologiche e la promozione della programmazione nelle scuole e dell'informatica tra le ragazze.
Il 13 febbraio 2024 suo figlio Marco, studente di matematica, morì a 17 anni nel dormitorio dell'università di Berkeley, in California.

## Premi
- Fu inserita più volte da Forbes nella lista delle 100 donne più potenti del mondo, in particolare venne posizionata al sesto posto nella classifica del 2017.[3][27]
- Nel 2013 venne inserita al primo posto nella Top 50 Execs List di Adweek, che riconosce i migliori dirigenti dei media all'interno di un'organizzazione.[60]
- Nel 2018 fu inserita al 10º posto nella lista delle donne più potenti per Fortune.[61]
- Nel 2019 venne inserita al primo posto nella lista del New Establishment per Vanity Fair.[62]
- Al momento del decesso era al 41º posto nella lista Forbes delle ''America's Self-Made Women''.[3]